# Nosebleed Studio
Nosebleed Studio är en svensk serietecknarstudio och förlag som ger ut manga på svenska. Studion grundades 2006 i Malmö och 2011 bildades Nosebleed Studio ekonomiska förening. Medlemmarna är i huvudsak svenska mangatecknare, som gemensamt äger och driver förlaget. Föreningen har det uttalade målet att ge medlemmmarna en inkomst på deras mangaskapande.
Nosebleed Studio har sedan mitten av 00-talet arbetat med manga och lärt ut tekniken, samt blivit publicerade både nationellt och internationellt. Studion deltar regelbundet på animekonvent och mässor som t.ex. Comic Con.
År 2020 lanserades Nosebleed Manga, en app för att läsa medlemmarnas och översatta serier på smartphone. Appen innehöll både gratis material och prenumerationsnivåer. Efter 2024 lades appen ner.
Under 2021 började Nosebleed Studio ge ut europeisk manga med Talli - Månens dotter av Sourya, ursprungligen publicerad på franska.

## Medlemmar
Studion grundades av Natalia Batista (Mjau!, Sword Princess Amaltea), Alice Engström (Blodmåne), Catarina Batista, Chi Minh Quan och Jonathan J. Holm.
Flera medlemmar har bytts ut sedan grundandet och 2025 listar Nosebleed Studio 12 medlemmar på sin webbplats.
Bland tidigare och nuvarande medlemmar kan nämnas Joakim Waller (Penguin Rumble), Magnolia Winroth (Uriah, ursprungligen publicerad på koreanska plattformen webtoon), Linn Olsson (Nidur), Felix Östergård (Lär dig teckna manga! – Karaktärsdesign), Viktor Engholm och Elise Rosberg.

## Utställningar
Mellan 2021 och 2023 visades utställningen Manga Royals på Livrustkammaren. Medlemmar i Nosebleed Studio producerade 9 bilder i mangastil inspirerade av kungliga dräkter ur museets samlingar. Bland de avbildade och utställda dräkterna, som inte ingår i den ordinarie utställningen, fanns kung Gustav III:s jaktuniform, drottning Sofias turnyr och en robe à la francaise från 1700-talet. Målgruppen för utställningen var unga med mangaintresse och äldre med dräktintresse. I samband med utställningen släppte Nosebleed studio också boken Manga Royal - Kungliga kläder i mangastil.
2023 arrangerades en sommarutställning med Nosebleed Studio på Kulturhuset i Stockholm, i Serietekets regi.

## Utgivna verk av medlemmar
- 2011 – Nosebleed Studio's 5 Years Jubilee Anthology. ISBN 978-91-979604-0-3
- 2012 – Nosebleed Studio Anthology – Seaside Stories. ISBN 978-91-979604-1-0
- 2013 – Nosebleed Studio Swedish Manga Anthology. ISBN 978-91-979604-2-7
- 2015 – Nosebleed Studios Stora Mangasamling. ISBN 978-91-979604-3-4
- 2016 – Nosebleed Studio's 10 Years Jubilee Anthology. ISBN 978-91-979604-4-1
- 2017 – Nosebleed Studio Lär dig teckna manga! – Karaktärsdesign. ISBN 978-91-979604-5-8
- 2017 – Nosebleed Studio reser i den svenska historien. ISBN 978-91-979604-6-5
- 2017 – Sword Princess Amaltea 1 av Natalia Batista. ISBN 978-91-865093-4-7
- 2017 – Mjau! 1–4 Samlingsbok av Natalia Batista. ISBN 978-91-7355-321-6
- 2018 – Penguin Rumble 1 av Joakim Waller. ISBN 978-91-984457-1-8
- 2018 – Nosebleed Studio Lär dig teckna manga! – Serieskapande. ISBN 978-91-984457-2-5
- 2018 – Penguin Rumble 2 av Joakim Waller. ISBN 978-91-984457-3-2
- 2019 – Penguin Rumble 3 av Joakim Waller. ISBN 9789198445749
- 2020 – Penguin Rumble 4 av Joakim Waller. ISBN 9789198445756
- 2017 – Nosebleed Studio Lär dig teckna manga! – Karaktärsdesign (nyutgåva med 52 sidor extra). ISBN 9789198562033
- 2021 – Manga Royal - Kungliga kläder i mangastil. ISBN 9789198562071
- 2022 – NIDUR, bok 1 av Linn Olsson. ISBN 9789198791105

## Utgivna översatta verk
- 2021 – Talli - Månens dotter, bok 1 av Sourya. ISBN 9789198562002
- 2021 – Talli - Månens dotter, bok 2 av Sourya. ISBN 9789198562095
- 2021 – GG - livet är ett dataspel, lvl 1 av Giacomo Masi och Ilaria Gelli. ISBN 9789198562088
- 2022 – GG - livet är ett dataspel, lvl 2 av Giacomo Masi och Ilaria Gelli. ISBN 9789198562040
- 2022 – Talli - Månens dotter, bok 3 av Sourya. ISBN 9789198562026
- 2022 – GG - livet är ett dataspel, lvl 3 av Giacomo Masi och Ilaria Gelli. ISBN 9789198562019
- 2022 – The secret of Scarecrow, bok 1 av Gin Zarbo (översättning Magnolia Winroth). ISBN 9789198562064
- 2022 – Cold - the creature, bok 1 av Ban Zarbo (översättning Natalia Batista). ISBN 9789198791129
- 2022 – Phantomland, bok 1 av Maaria Laurinen (översättning Felix Östergård). ISBN 9789198562057
- 2023 – Phantomland, bok 2 av Maaria Laurinen (översättning Felix Östergård). ISBN 9789198791143
- 2023 – Cold - the creature, bok 2 av Ban Zarbo (översättning Natalia Batista). ISBN 9789198791150
- 2023 – The secret of Scarecrow, bok 2 av Gin Zarbo (översättning Magnolia Winroth). ISBN 9789198791136
- 2024 – The secret of Scarecrow, bok 3 av Gin Zarbo (översättning Magnolia Winroth). ISBN 9789198791167
- 2024 – Cold - the creature, bok 3 av Ban Zarbo (översättning Natalia Batista). ISBN 9789198791174